# Max Horb

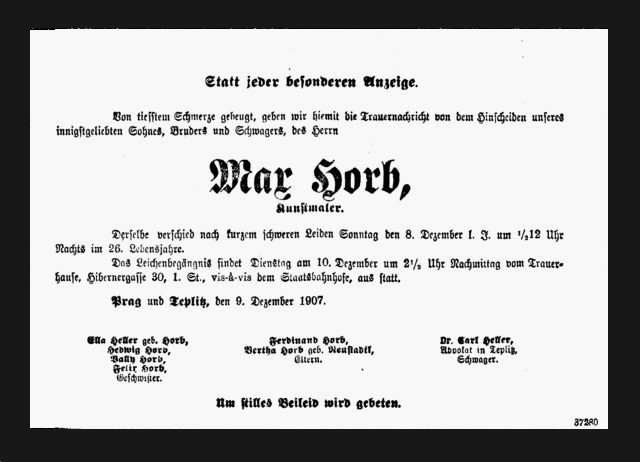
Oznámení o úmrtí Maxe Horba v dobovém tisku (1907)

Max Horb (9. července 1882 Mladá Boleslav – 8. prosince 1907 Praha), byl český malíř.

## Život
Max Horb se narodil v Mladé Boleslavi do židovské rodiny, otci Ferdinandu Horbovi a jeho ženě Bertě rodem Neustadtlové. Po absolvování gymnázia studoval práva v Praze a Akademii výtvarných umění, zde byl žákem Rudolfa Béma a Franze Thieleho. Později byl jedním ze členů skupiny Osma. Jeho dílo tvoří impresionistické krajiny, později expresivní podobizny, zátiší a karikatury, věnuje se také tématu ulice. Pohřben je na Novém židovském hřbitově na Olšanech v Praze.
Jeho bratrem byl historik umění Felix Horb.

## Galerie

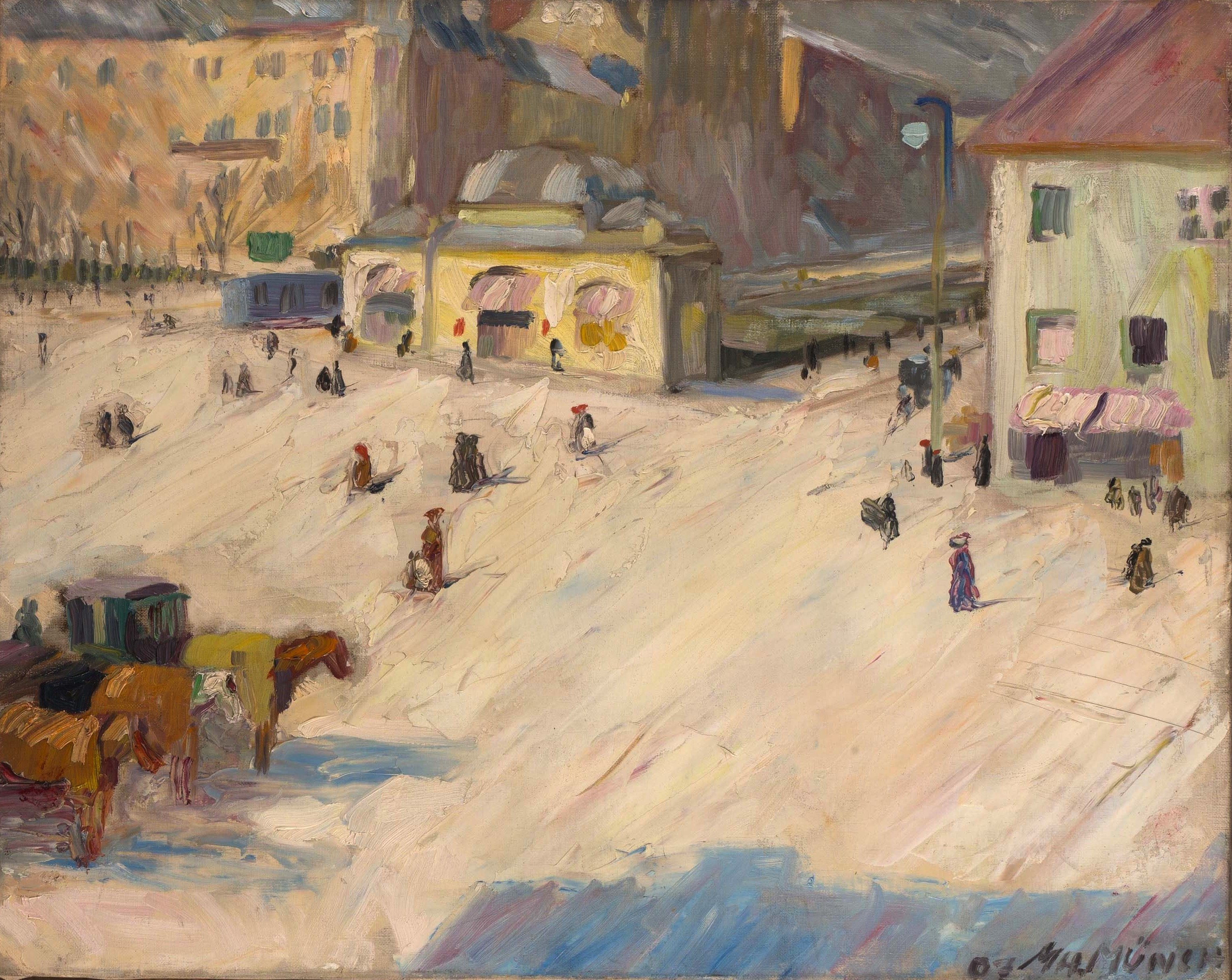
Mnichovské náměstí
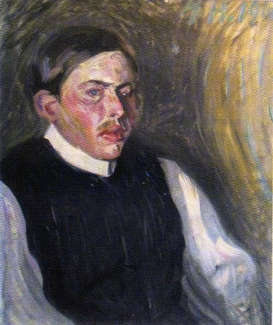
Portrét Jiřího Karse (1906)
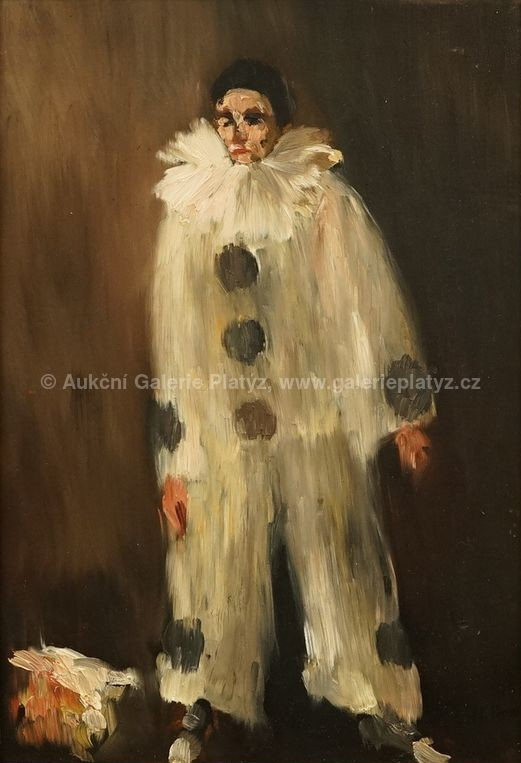
Pierot (olej na dřevěná desce)